# Dillinger, l'ennemi public no 1
Pour plus de détails, voir Fiche technique et Distribution.

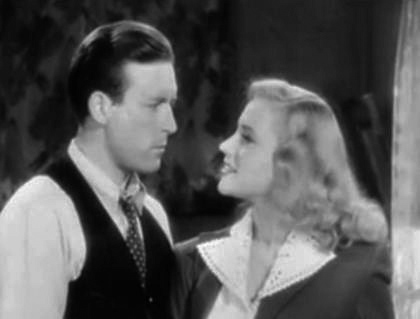
Lawrence Tierney et Anne Jeffreys dans la bande-annonce du film.

Dillinger, l'ennemi public n° 1 (Dillinger) est un film américain réalisé par Max Nosseck et sorti en 1945.

## Synopsis
C'est une biographie du gangster John Dillinger.

## Fiche technique
- Titre : Dillinger, l'ennemi public n° 1
- Titre original : Dillinger
- Réalisation : Max Nosseck
- Scénario : Philip Yordan et William Castle
- Production : Frank King et Maurice King   Monogram pict. Allied Artists
- Musique : Dimitri Tiomkin
- Photographie : Jackson Rose
- Montage : Edward Mann
- Pays d'origine :  États-Unis
- Format : Noir et blanc - 1,37:1 - Mono
- Genre : Biopic, drame et film de gangsters
- Durée : 70 minutes
- Date de sortie : 1945

## Distribution
- Edmund Lowe : Specs Green
- Anne Jeffreys : Helen Rogers
- Eduardo Ciannelli : Marco Minelli
- Marc Lawrence : Doc Madison
- Elisha Cook Jr. : Kirk Otto
- Lawrence Tierney : John Dillinger
- Ludwig Stossel : M. Otto
- Else Janssen : Mme Otto

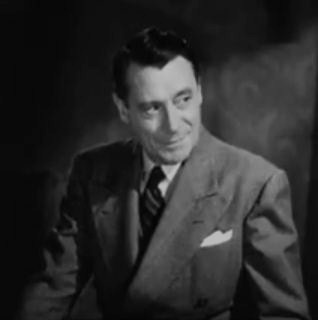
Eduardo Ciannelli dans la bande-annonce du film.

Et, parmi les acteurs non crédités :
- Victor Kilian : Pa Dillinger
- Jack Mulhall : Un officier de police
- Ernest Whitman : Un prisonnier